# Euphrosine arctia
Euphrosine arctia är en ringmaskart som beskrevs av Johnson 1897. Euphrosine arctia ingår i släktet Euphrosine och familjen Euphrosinidae. Inga underarter finns listade i Catalogue of Life.